# Fontenai-les-Louvets
Fontenai-les-Louvets ist eine Ortschaft und eine ehemalige französische Gemeinde mit 277 Einwohnern (Stand: 1. Januar 2022) im Département Orne in der Region Normandie. Sie gehörte zum Arrondissement Alençon und zum Kanton Magny-le-Désert (bis 2015: Kanton Carrouges).
Mit Wirkung vom 1. Januar 2019 wurden die früheren Gemeinden Fontenai-les-Louvets, Livaie, Longuenoë und Saint-Didier-sous-Écouves zur  Commune nouvelle L’Orée-d’Écouves zusammengeschlossen und haben in der neuen Gemeinde den Status einer Commune déléguée. Der Verwaltungssitz befindet sich im Ort Livaie.

## Lage
Fontenai-les-Louvets liegt etwa zwölf Kilometer nordnordwestlich von Alençon. Die Commune déléguée gehört zum Regionalen Naturpark Normandie-Maine.

## Bevölkerungsentwicklung
| Jahr                      | 1962 | 1968 | 1975 | 1982 | 1990 | 1999 | 2006 | 2013 |
| Einwohner                 | 266  | 259  | 221  | 205  | 200  | 217  | 244  | 254  |
| Quelle: Cassini und INSEE |      |      |      |      |      |      |      |      |